# سوسک حنایی خرما
سوسک حنایی خرما (نام علمی: Rhynchophorus ferrugineus)، یک گونه از سوسک‌های خرطوم‌دار که با عنوان سرخرطومی آسیایی یا شپشه نخل ساگو نیز شناخته شده‌است. سوسک‌های بالغ نسبتاً بزرگ هستند و طول بدن این حشرات حدود دو تا پنج سانتی‌متر می‌باشد و معمولاً یک رنگ هستند، اما بسیاری از آن‌ها رنگ قرمز آجری دارند و اغلب به عنوان گونه‌های مختلف (به عنوان مثال، Rhynchophorus vulneratus، که هنوز هم مورد اختلاف) ثبت شده‌اند. لارو سوسک حنایی می‌تواند سوراخ‌هایی به طول یک متر در تنه درخت خرما ایجاد کند در نتیجه تضعیف و در نهایت به مرگ میزبان بینجامد. این حشره، آفت مهم در نخلستان‌ها، از جمله نخل نارگیل، خرما و درخت پالم می‌باشد. با توجه به تولید نسل زیاد این حشره (در شرایط بهینه تا ۱۸ نسل)، میزان خسارت‌زایی آن در نخیلات بسیار زیاد است.
این حشره در اصل بومی مناطق استوایی آسیا می‌باشد که به آفریقا و اروپا گسترش یافته‌است و در سال ۱۹۸۰ در سواحل دریای مدیترانه مشاهده شد و در سال ۱۹۹۴ برای اولین بار در اسپانیا ثبت شده و در فرانسه در سال ۲۰۰۶. همچنین این حشره در ایتالیا، مراکش، تونس، و دیگر کشورهای آفریقای شمالی جزو آفات مهم قرار دارد. سوسک حنایی خرما برای اولین بار در آمریکا در کوراسائو در ژانویه ۲۰۰۹ گزارش شد و در سال ۱۳۶۸ به دلیل عدم رعایت اصول و قوانین قرنطینه‌ای وارد ایران شد و برای اولین بار در سال ۱۳۶۹ در شهرستان سراوان خسارت آن بر روی درختان خرما گزارش شد.
این حشره وارد تنهٔ درخت خرما می‌شود( پاجوش‌ها ) و تونل‌هایی را در داخل تنه درخت خرما ایجاد می‌کند و بعد از بلوغ شروع به تخم‌گذاری می‌کند و قادر است تا بیش از ۲۰۰تا ۳۰۰ تخم بگذارد و به سرعت تکثیر شود. تخمگذاری ماده‌ها غالباً در تاج نخل، در محل اتصال برگ‌های جوان به ساقه یا در قسمت‌های زخمی تنه انجام می‌شود.

## چرخه زندگی
چرخه کامل زندگی در حدود ۱۰ تا ۷ هفته طول می‌کشد. حشرات بالغ قدرت پرواز بالایی دارند و می‌توانند تا چندین کیلومتر پرواز کنند. بعد از نابود کردن درخت به سمت درختان سالم پرواز می‌کنند تا چرخه جدیدی ایجاد کنند. حشرات ماده پس از جفت‌گیری می‌توانید بین ۳۰۰ تا ۵۰۰ تخم بگذارد. تخم‌ها به رنگ سفید، استوانه‌ای، براق، بیضی شکل و اندازه آن‌ها ۱ تا ۲٫۵ میلی‌متر می‌باشد. لاروها حدود ۳ روز بعد تفریخ می‌شوند. بعد از خروج از تخم به رنگ سفید یا زرد شیری هستند و سریع وارد بافت‌های نرم و جوان خرما شده و تا یک ماه از درخت تغذیه می‌کنند و به طول ۶ تا ۷ سانتی‌متر می‌رسد و در زمان تغذیه کانال‌های زیادی را در درخت ایجاد می‌کنند و بعد از تغذیه کامل از داخل تنه خارج شده و به صورت پیله از الیاف خشک نخل معلق باقی می‌ماند.

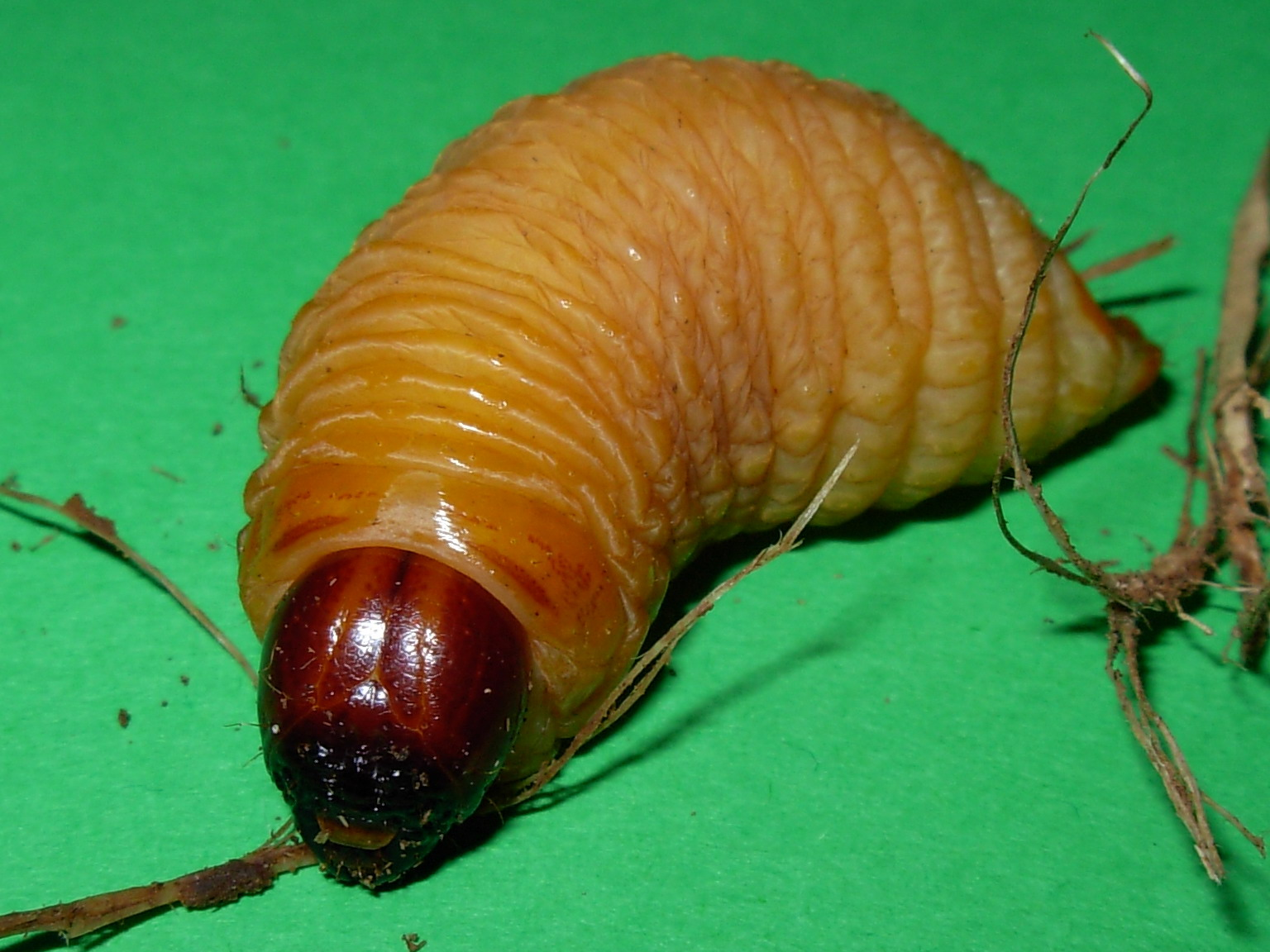
لارو
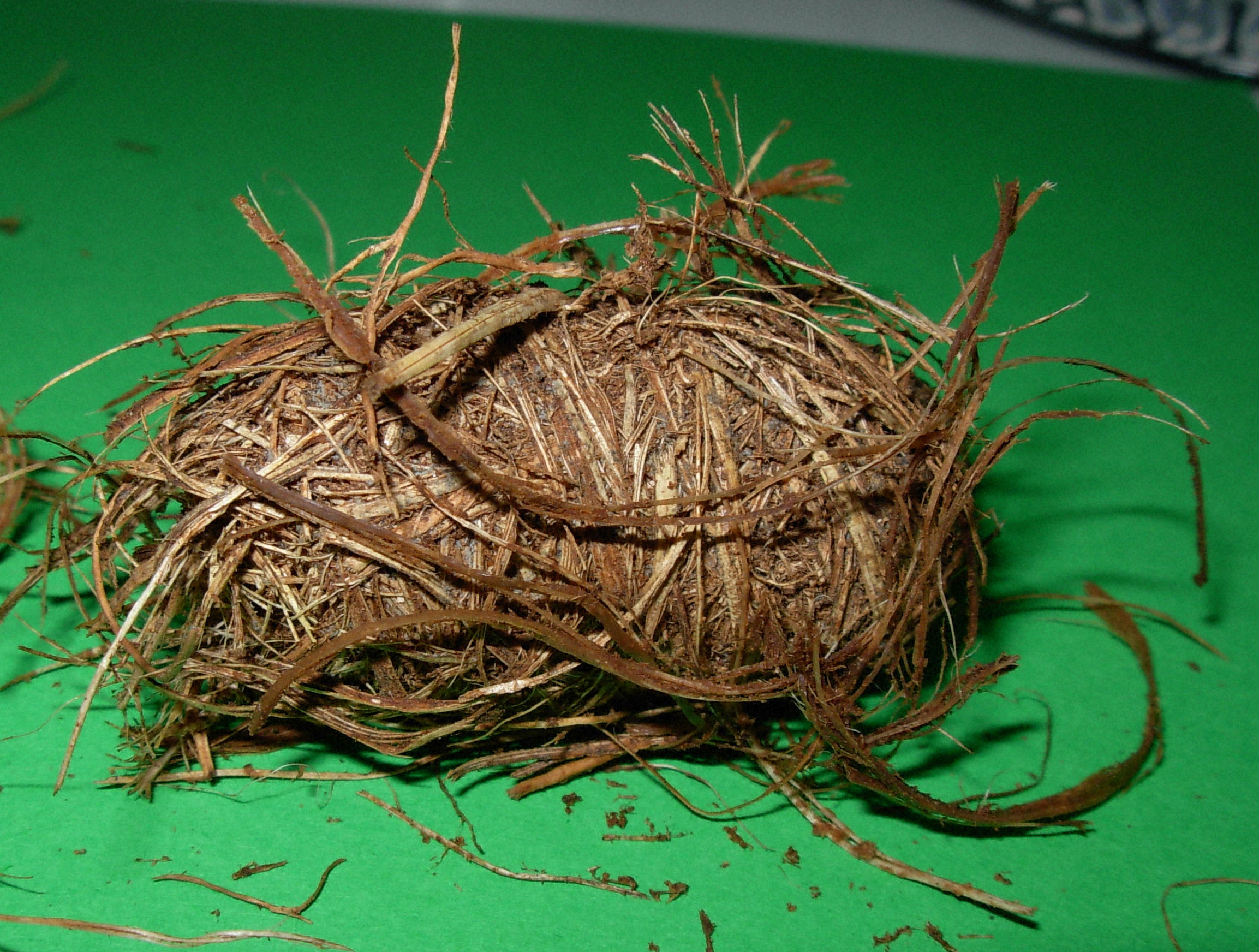
لارو داخل پیله
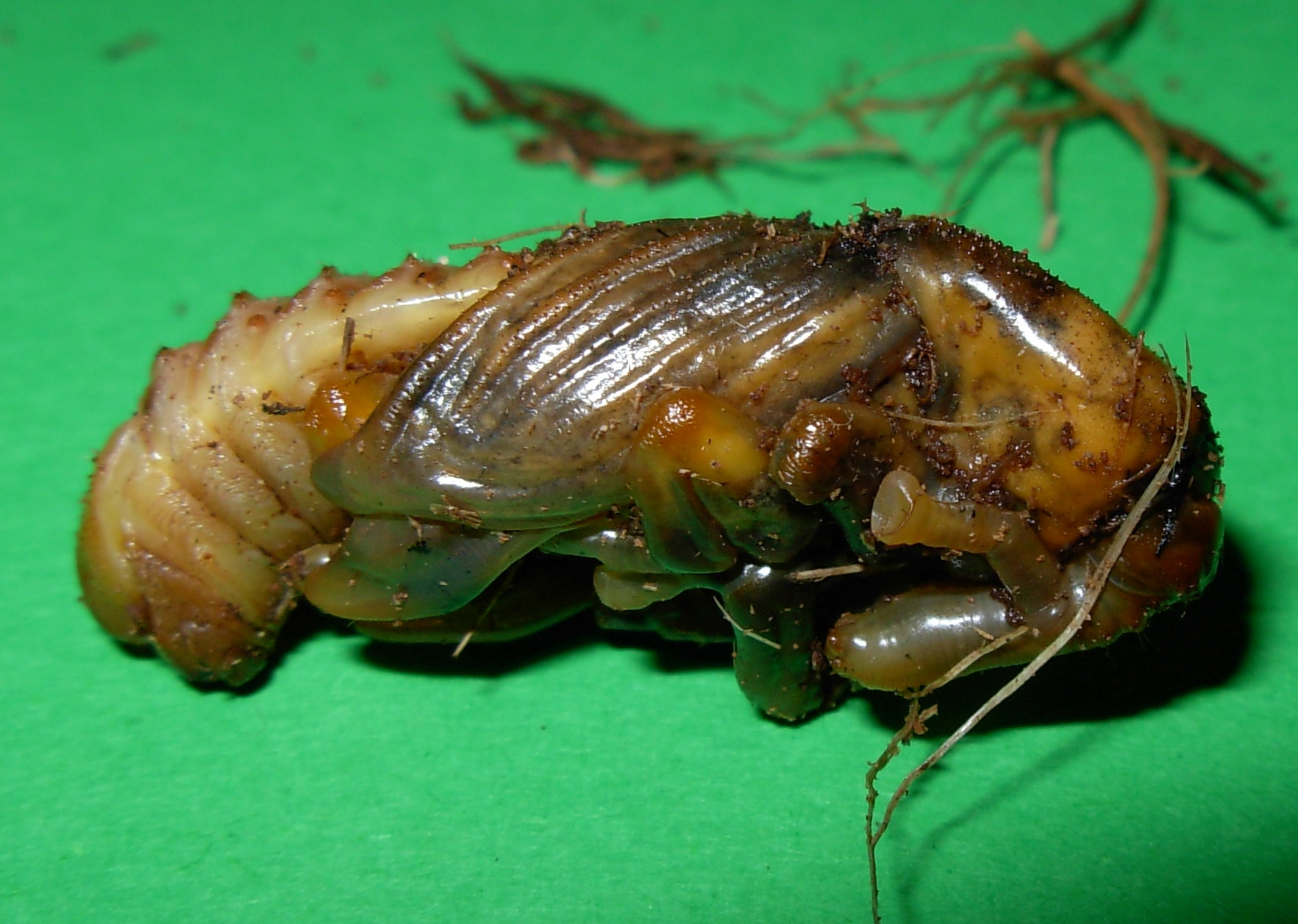
شفیره
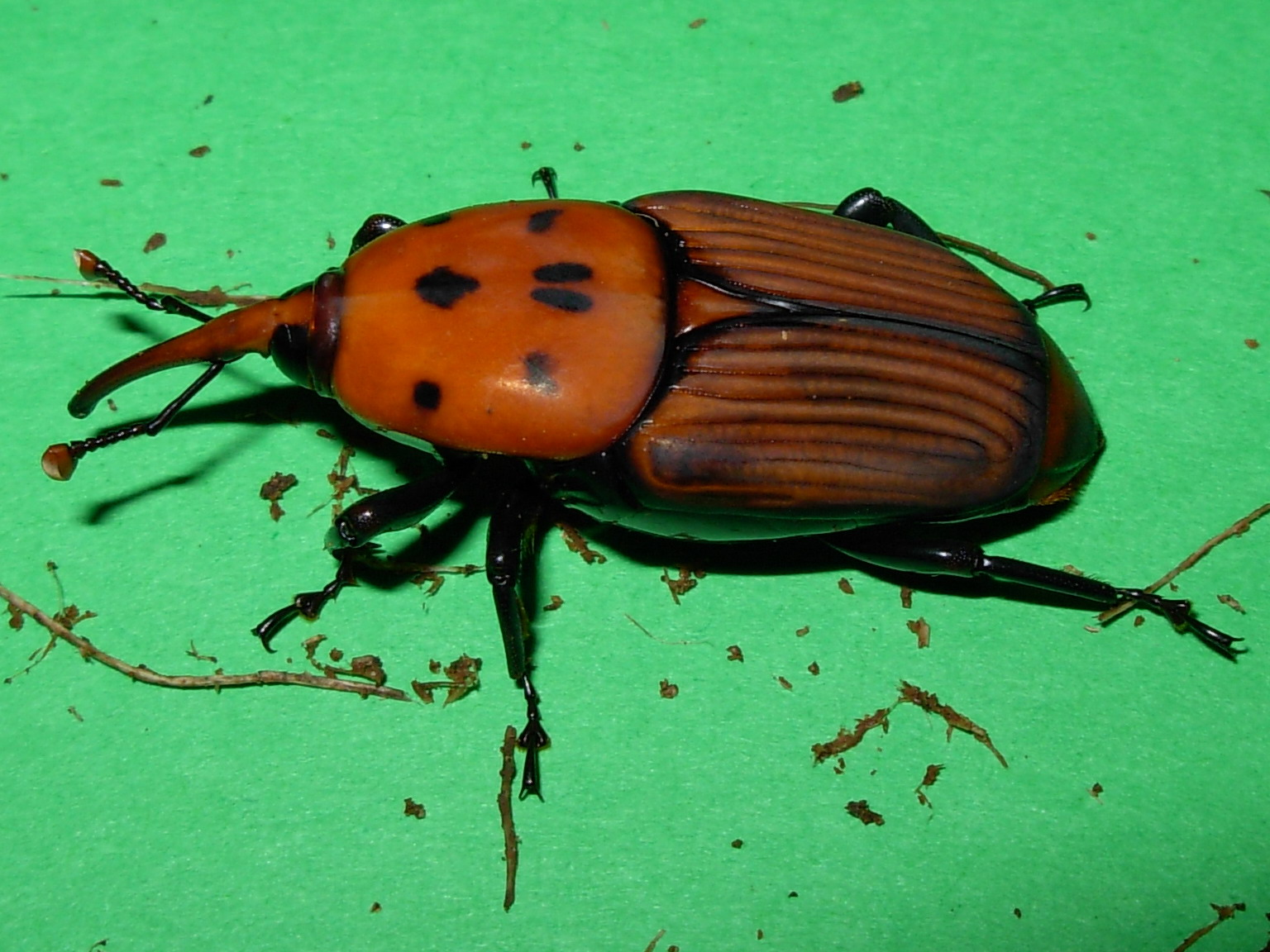
بالغ

## رفتارشناسی
این حشرات علاوه بر نخل و نارگیل، می‌توانند به موز، کدوئیان، درخت سیب و نیشکر  و مرکبات حمله کند ولی بیشترین رشد روی درخت خرما و سپس گیاه موز می‌باشد.

## آلودگی
معمولاً خسارت این حشره به سادگی قابل مشاهده نیست و تنها زمانی می‌توان متوجه وجود سوسک حنایی خرما شد که برگ‌ها پژمرده می‌شوند یا درخت می‌افتد. همچنین این گیاه عاملی برای ایجاد بیماری‌های باکتریایی و قارچی نیز می‌شوند.
امروزه با استفاده از تجهیزات الکترونیکی حساس به صوت می‌توان از وجود لاروهای تغذیه‌کننده در تنه درخت با خبر شد. همچنین سگهای آموزش دیده برای شناسایی صدا و بوی این حشرات، پرورش داده شده‌اند.

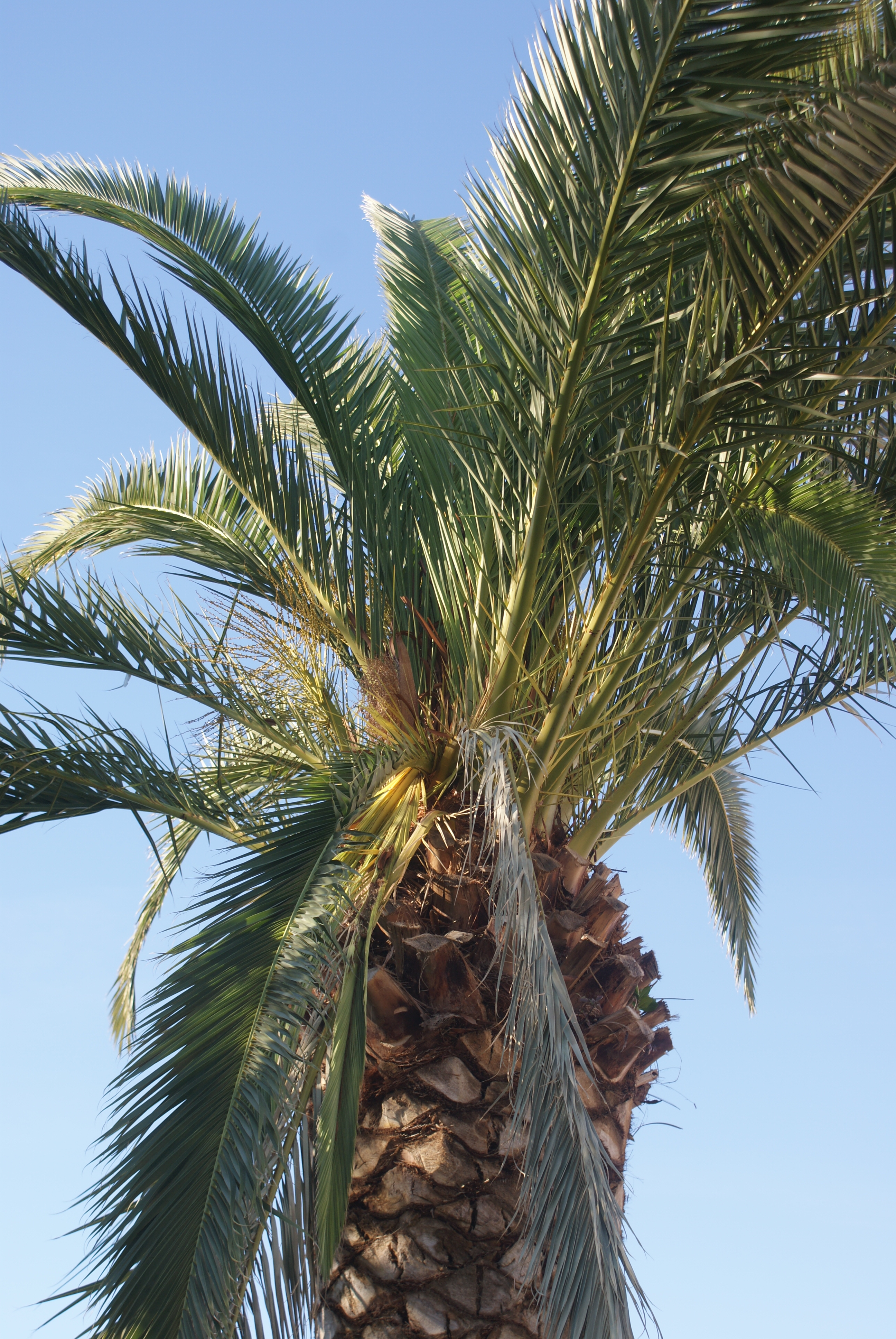
آلودگی اولیه در نخلی در جزایر قناری
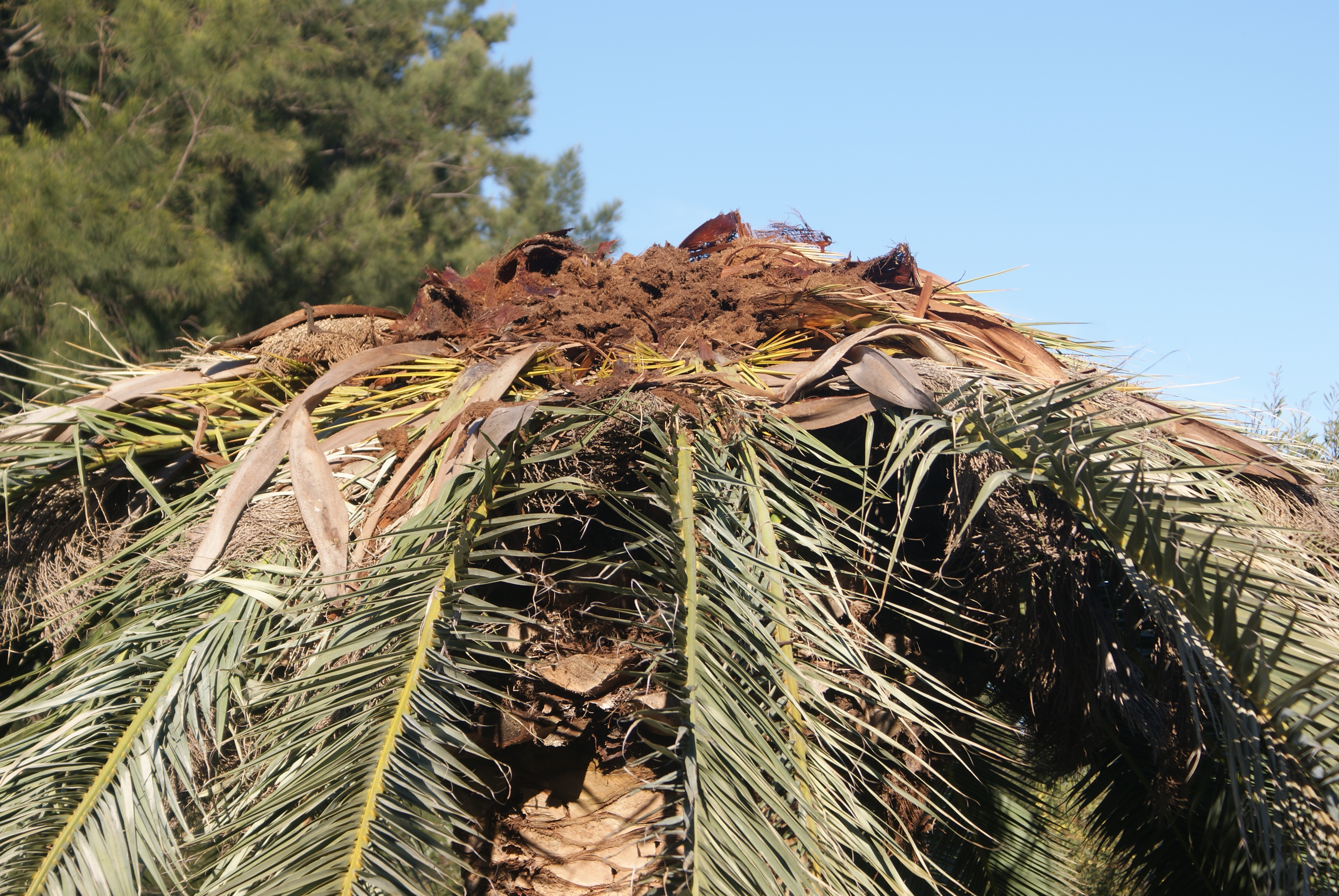
تاج نابود شده در جزایر قناری
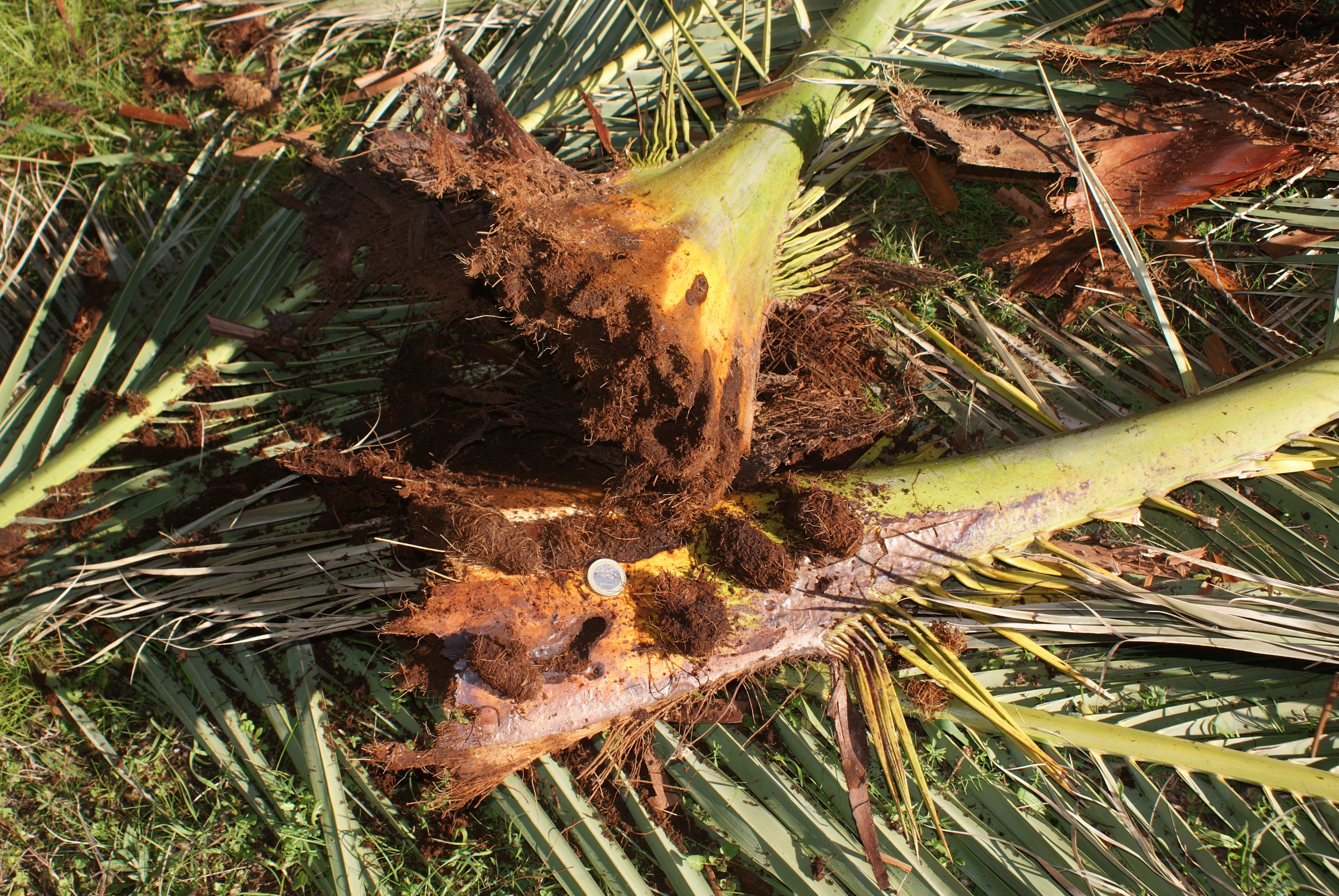
برگهای قطع شده در اثر تغذیه لارو ها